# Bishop (Californië)
Bishop is een plaats (city) in de Amerikaanse staat Californië, en valt bestuurlijk gezien onder Inyo County. Bishop ligt in de Owens Valley, in de woestijn van het Grote Bekken.

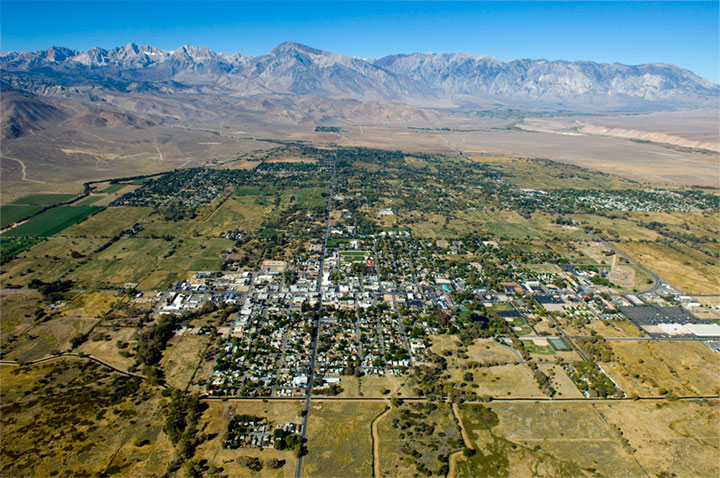
Luchtfoto van Bishop

## Geografie
Volgens het United States Census Bureau beslaat de plaats een oppervlakte van
4,5 km², geheel bestaande uit land. Bishop ligt op ongeveer 1.260 m boven zeeniveau.
De stad ligt tussen de Sierra Nevada in het westen en de White Mountains in het oosten. Bishop in het stroomgebied van de Owens River en ligt dus in het hydrografische Grote Bekken, een groot endoreïsch bekken.
Bishop ligt in de woestijn van het Grote Bekken, aan de zuidwestelijke rand. De stad kent een woestijnklimaat (Köppen BW). De (beperkte) landbouw is afhankelijk van het water dat wordt aangevoerd door rivieren uit de Sierra Nevada. Sinds het begin van het de twintigste eeuw wordt het grootste deel van dit water echter opgevangen en via een kanaal afgevoerd naar de metropool Los Angeles, meer dan 300 kilometer zuidelijker.

### Plaatsen in de nabije omgeving
De onderstaande figuur toont nabijgelegen plaatsen in een straal van 24 km rond Bishop.

## Demografie
Bij de volkstelling in 2000 werd het aantal inwoners vastgesteld op 3.575.
In 2006 is het aantal inwoners door het United States Census Bureau geschat op 3566, een daling van 9 (−0,3%).

## Verkeer en vervoer
In Bishop komen de State Route 168 vanuit het westen en de U.S. Route 395 vanuit het noorden samen om vervolgens dezelfde route te volgen naar het zuiden tot aan Big Pine. De 168 zorgt voor een verbinding met gebied ten westen van de stad met onder andere West Bishop en Lake Sabrina en de Route 395 verbindt de stad met het oostelijke gedeelte van de staat achter de Sierra Nevada.
Het busvervoer in de regio wordt geregeld door de Eastern Sierra Transit Authority.